# Jörg Boecker

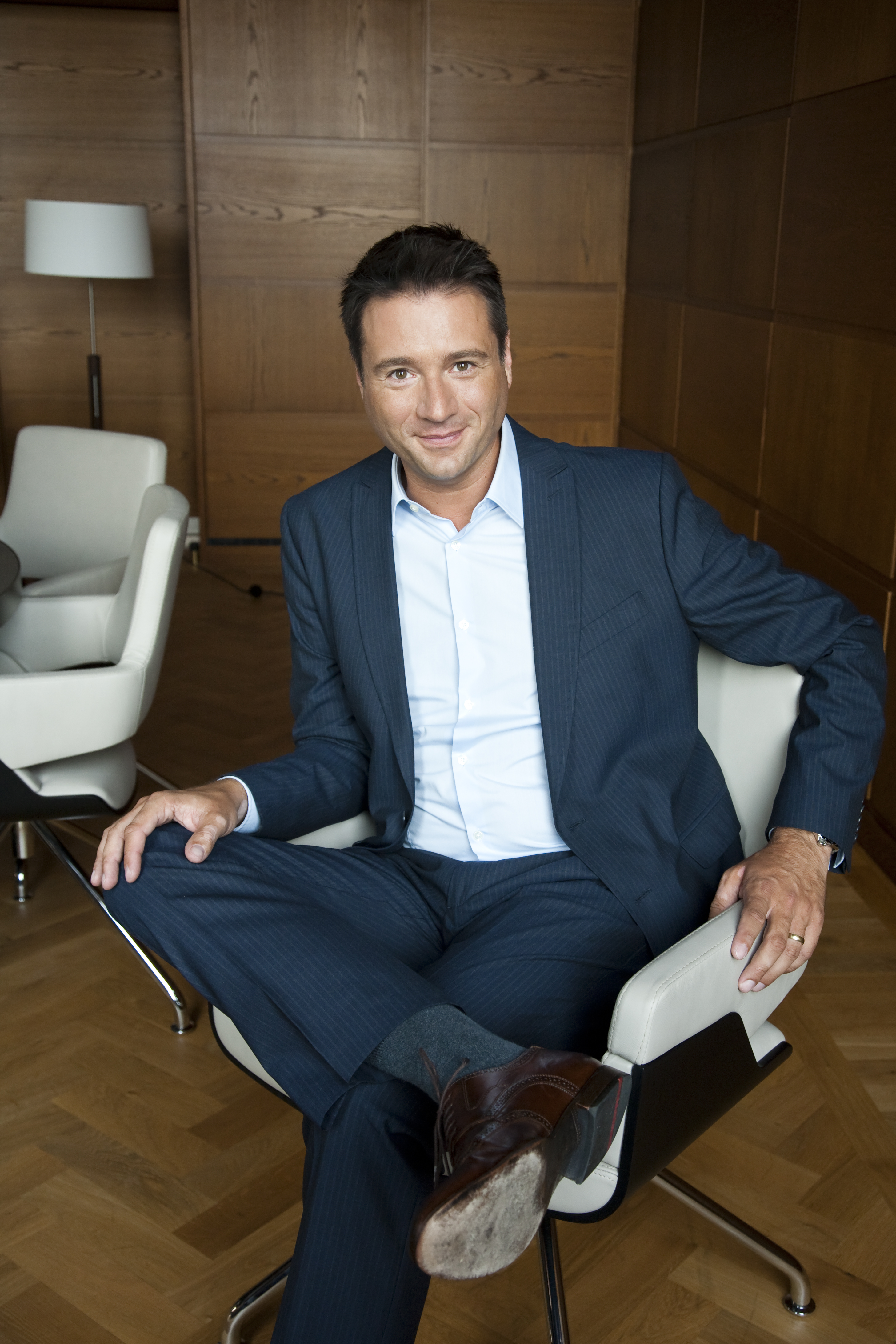
Jörg Boecker (2012)

Jörg Boecker (* 1971 in Mönchengladbach) ist ein deutscher Journalist und Fernsehmoderator.

## Leben
Nach Abitur und Zivildienst absolvierte Jörg Boecker eine kaufmännische Berufsausbildung bei der Dresdner Bank und arbeitete als Dolmetscher bei den Olympischen Winterspielen in Albertville. Danach zog er nach Den Haag, um an der University of The Hague Kommunikationsmanagement, Europawissenschaften und Fremdsprachen zu studieren. Es folgten Zwischenstationen an der Universität Tampere in Finnland und an der Otto-von-Guericke-Universität Magdeburg, bevor er 1997 in Den Haag seinen Bachelor of Arts mit Auszeichnung erhielt.
Am 12. Dezember 2011 heiratete Jörg Boecker seine langjährige Partnerin Jessica, mit der er Zwillinge hat. Der Moderator lebt in Hamburg und in Mönchengladbach.

## Karriere
Erste Fernseherfahrungen sammelte Jörg Boecker 1997 im niederländischen Fernsehen als Kandidat bei der Sendung „Blind Date“, der holländischen Version von „Herzblatt“. Es folgten Praktika beim Hörfunk, beim MDR in Magdeburg und in der heute-Redaktion des ZDF in Mainz. Anschließend volontierte Jörg Boecker an der Deutschen Hörfunkakademie in Dortmund.
Von 2001 bis 2003 moderierte der gebürtige Niederrheiner für den Privatsender SAT.1 die regionalen Nachrichten 17:30 Sat.1 für Nordrhein-Westfalen sowie das Magazin Karriere auf n-tv. Im Januar 2003 wechselte Jörg Boecker zum öffentlich-rechtlichen Fernsehen und präsentierte beim Westdeutschen Rundfunk in Dortmund die Lokalnachrichten in der Fernseh-Sendung WDRpunktDortmund.
Ab 2003 bis 2022 moderierte der TV-Journalist das ARD-Wirtschaftsmagazin Plusminus. Er vertrat dabei zeitweise den MDR, den NDR, den WDR und den Hessischen Rundfunk zusammen.
Für den NDR moderierte Jörg Boecker seit 2008 diverse Sendungen, unter anderem „DAS! ab 2“, „DAS! ab 4“, „Tipps und Trends“, „Ran an … Jörg!“, Kochsendungen und „Mein Nachmittag“. Seit 2010 steht er in Hamburg für die Nachrichtensendungen von „NDR aktuell“ und die Sondersendungen von „NDR aktuell extra“ vor der Kamera. Von Mai 2016 bis September 2017 präsentierte der Fernsehjournalist zusätzlich die Wirtschaftsrubriken beim ARD Digital Kanal „tagesschau24“. Seit Mitte Januar 2017 moderiert er – ergänzend zu seinen Engagements bei NDR und ARD – die Nachrichten bei n-tv.
Jörg Boecker ist seit vielen Jahren Bühnenmoderator nationaler und internationaler Events, Podiumsdiskussionen und Galas auf Deutsch, Englisch, Französisch und Niederländisch. Er hat sich auf Wirtschafts- und Verbraucherthemen sowie aktuelle Berichterstattung spezialisiert.